# 미하엘 케슬러

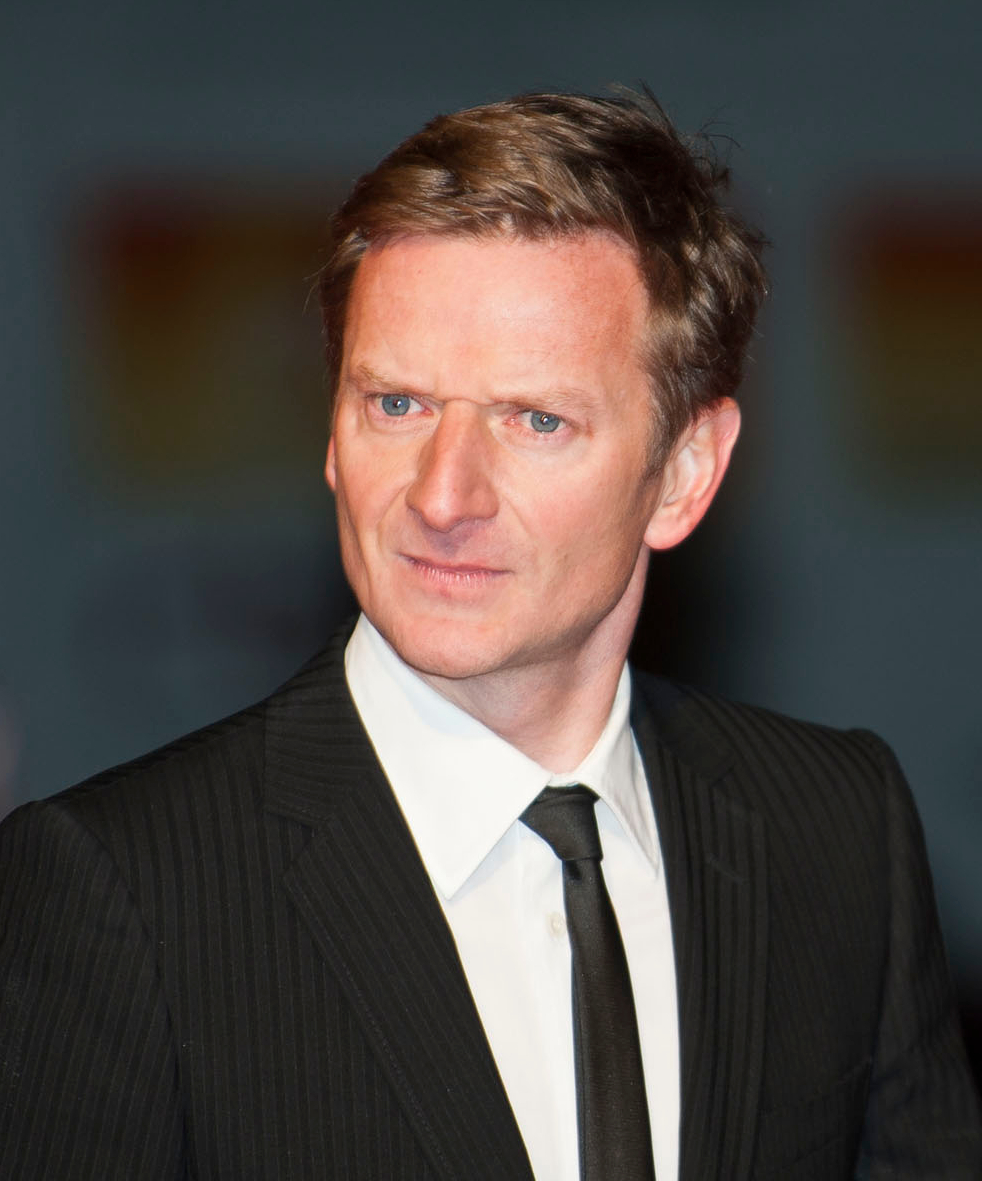

미하엘 케슬러(독일어: Michael Kessler, 1967년 6월 24일 ~ )는 독일의 배우이다.
비스바덴에서 태어났다.

## 영화
- 꼬마돼지 베이브의 대모험 (2017년)
- 해적왕의 황금나침반 (2014년) - 닉 역
- 뱀파이어 시스터 (2012년) - 더크 반 콤바스트 역
- 뻔뻔한 여자들 (2008년)
- 에코 (2008년)
- 텔 (2007년)
- Fake - Die Falschung (1998년) - 세바스찬 에델 역